# IP (empresa petrolera)
IP (Italiana Petroli), también conocido como IP Gruppo API, es una empresa petrolera italiana.
Su objetivo social es la comercialización de petróleo y productos derivados.
Fundada en 1975 por Eni, en 2005 fue adquirida por API, cuya marca ha sustituido progresivamente por la suya en sus estaciones de servicio.